# Prospalta canorufa
Prospalta canorufa är en fjärilsart som beskrevs av Walker 1865. Prospalta canorufa ingår i släktet Prospalta och familjen nattflyn. Inga underarter finns listade i Catalogue of Life.